# DVB-T

Logo di DVB-T

Diffusione dello standard DVB-T (in blu)

Il Digital Video Broadcasting - Terrestrial (DVB-T), nelle telecomunicazioni, è lo standard del consorzio europeo DVB per una modalità di trasmissione televisiva digitale terrestre.

## Descrizione

### Sistema di trasmissione
Con riferimento alla figura, descriviamo le caratteristiche e lo scopo di ciascun blocco di elaborazione.
- Adattamento di MUX e dispersione d'energia: il flusso di trasporto MPEG-2 viene identificato come una sequenza di pacchetti dati di lunghezza fissa pari a 188 byte. Con una tecnica chiamata a dispersione d'energia, (scrambling), la sequenza di byte viene quindi non correlata.
- Codificatore esterno: un primo livello di protezione viene fornito ai dati trasmessi, usando un codice a blocchi non binario di tipo Reed-Solomon RS(204,188), che permette la correzione di un massimo di 8 byte errati per ogni pacchetto di 188 byte.
- Mappatore: questo blocco effettua la modulazione in banda-base digitale della sequenza di bit, producendo una sequenza di simboli. I metodi di modulazione ammessi sono tre: QPSK, 16-QAM, 64-QAM.
- Adattamento di trama: i simboli generati dal processo di mappatura sono raccolti in blocchi di lunghezza costante (1512, 3024 o 6048 simboli per blocco). Si genera una trama (frame) di lunghezza pari a 68 blocchi; quattro trame costituiscono una supertrama (superframe).
- Segnali pilota e TPS: permette una migliore ricezione del segnale in seguito alla trasmissione sul canale radio terrestre; dei segnali di aiuto vengono inseriti in ogni blocco. I segnali pilota servono in fase di equalizzazione, mentre i segnali TPS (Transmission Parameters Signalling) sono utilizzati per inviare i parametri del segnale trasmesso e per identificare univocamente la cella di trasmissione.
- Modulazione OFDM: la sequenza di blocchi è sottoposta a un'operazione di modulazione secondo la tecnica OFDM, utilizzando un numero di portanti pari a 2048 (modo 2k) oppure 8192 (modo 8k). Il modo 4k (4096 portanti) è utilizzato solo in modalità di trasmissione DVB-H.
- Inserimento intervallo di guardia: per diminuire la complessità del ricevitore, ciascun blocco modulato in OFDM viene esteso, copiando in testa ad esso la sua parte terminale (tecnica del prefisso ciclico). La durata dell'intervallo di guardia può essere 1/32, 1/16, 1/8 o 1/4 di quella del blocco modulato.
- DAC e front-end: il segnale digitale viene opportunamente trasformato in un segnale analogico, grazie ad un convertitore digitale-analogico (DAC, Digital to Analog Converter), ed infine modulato a frequenza radio (VHF o UHF) dal front-end ad RF. La larghezza di banda occupata da ciascun singolo segnale DVB-T è studiata per accomodarsi in canali larghi 5, 6, 7 o 8 MHz.

### Descrizione sistema di ricezione
Il tipo di modulazione usato (OFDM) è del tutto diverso da quello usato per le trasmissioni analogiche (sono presenti molte portanti, anziché una portante per il video, una per il colore e una per l'audio), per cui i sintonizzatori analogici non possono in alcun modo essere adattati a ricevere questo tipo di trasmissione; questo rende necessario l'utilizzo di decoder esterni all'apparecchio televisivo, o di televisori dotati dei due tipi di sintonizzatore (finché permarrà la situazione di convivenza di segnali analogici e digitali).
Il ricevitore/decodificatore contiene tutti i circuiti necessari ad effettuare la demodulazione e la decodifica del segnale ricevuto, utilizzando tecniche duali, ovvero complementari o inverse, a quelle descritte per la trasmissione.
- Front-end e ADC: il segnale analogico ad RF viene portato in banda base e trasformato in un segnale digitale, grazie all'uso di un convertitore analogico-digitale (ADC, Analog to Digital Converter).
- Sincronizzazione di tempo e di frequenza: nel segnale digitale in banda-base si cercano dei punti che permettano di identificare la posizione delle trame e dei singoli blocchi. Si cerca di correggere anche eventuali imperfezioni sulla frequenza delle componenti del segnale.
- Rimozione intervallo di guardia: si elimina il prefisso ciclico.
- Demodulazione OFDM
- Equalizzazione in frequenza: con l'utilizzo dei segnali pilota si equalizza il segnale ricevuto.
- Demappatura
- Deinterleaving interno
- Decodifica interna: si utilizza l'algoritmo di Viterbi.
- Deinterleaving esterno
- Decodifica esterna
- Riadattamento di MUX
- Demultiplazione MPEG-2 e decodifica di sorgente

## DVB-T2

Logo di DVB-T2

Nel marzo 2006 il DVB decise di migliorare lo standard DVB-T, tanto che nel giugno del 2006 venne creato il gruppo di studio TM-T2 (Technical Module on Next Generation DVB-T, modulo tecnico sul DVB-T di prossima generazione) all'interno del gruppo DVB, al fine di sviluppare uno schema di modulazione avanzato adottabile da uno standard televisivo digitale terrestre di seconda generazione, con il nome di DVB-T2.
Secondo quanto stimato, il sistema è in grado di fornire un aumento minimo del 30% in termini di bit rate utile, a pari condizioni di canale trasmissivo usato per il DVB-T.